# SC Rheindorf Altach
El SC Rheindorf Altach es un equipo de fútbol de Austria situado en la localidad de Altach, en el estado de Vorarlberg. Juega en la Bundesliga de Austria.
Por razones de patrocinio, el equipo se llama actualmente Cashpoint SC Rheindorf.

## Historia
El club fue fundado en 1929 como la sección de fútbol de un club polideportivo llamado Turnerbund Altach (TB Altach), y que a su vez fue el primer nombre del club. El equipo comenzaría a competir en categorías de Vorarlberg años después, pero en 1937 el club y toda la asociación deportiva se ve obligado a desaparecer.
En 1946 se volvería a crear un club polideportivo basado en el TB Altach, y que se llamaría Sportvereinigung Altach. A pesar de que esta organización volvió a desaparecer en 1949, el equipo de fútbol continuaría esta vez, desligándose de la sociedad y cambiando su nombre al actual, Sportclub Rheindorf Altach.
Tras mantenerse durante la década de los años 90 en las categorías inferiores regionales, el club ascendería por primera vez a la Erste Liga en la temporada 2003-04, y posteriormente a la Bundesliga en la 2006-07. Participó en la máxima categoría hasta la Temporada 2008-09. Tras cuatro temporadas en la Erste Liga, se proclama campeón en la 2013/14 con el consiguiente ascenso.
El año siguiente al ascenso, logra un tercer puesto que le da derecho a jugar la Europa League al año siguiente por primera vez en su historia.

## Uniforme
- Uniforme titular: Camiseta amarilla, pantalón negro y medias amarillas.
- Uniforme alternativo: Camiseta roja, pantalón rojo y medias rojas.
- Tercer Uniforme: Camiseta blanca, pantalón negro y medias blancas.

## Estadio
El SCR Altach juega sus partidos como local en el Stadion Schnabelholz, un campo inaugurado en 1990 con capacidad para 8900 espectadores y césped natural. El estadio es un campo multiusos.

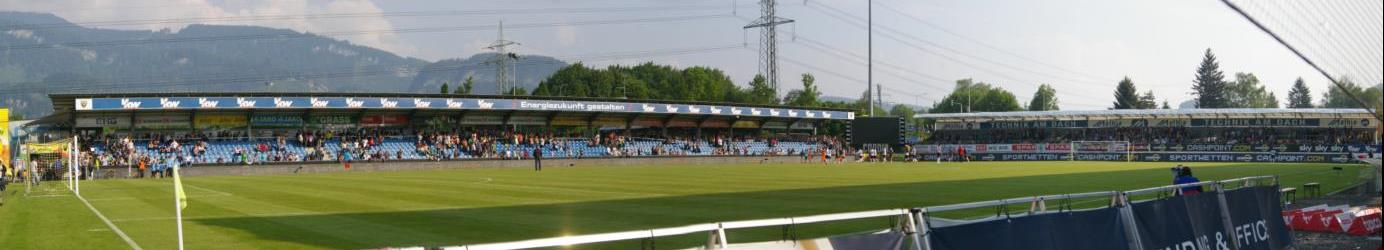
Panorámica del estadio.

## Entrenadores
| - Kurt Welzl (1991-1992) - Peter Kohl (1993 – 1994) - Rade Plakalović (1994 – 1995) - Tadeusz Pawlowski (1995 – 1999) - Alfons Dobler (1999 – 2001) - Ewald Schmid (2001 – 2002) - Hans-Jürgen Trittinger (2003 – 2005) - Michael Streiter (2005 – 2007) - Rade Plakalović (interino) (2007) - Manfred Bender (2007 – 2008) - Heinz Fuchsbichler (2008) - Urs Schönenberger (2008 – 2009) - Georg Zellhofer (2009) | - Adi Hütter (2009 –2012) - Edmund Stöhr (2012) - Rainer Scharinger (2012 –2013) - Damir Canadi (2013 –2016) - Werner Grabherr (2016) - Martin Scherb (2016-17) - Klauss Schmidt (2017-2018) - Werner Grabherr (2018-2019) - Wolfgang Luisser (2019) - Alex Pastoor (2019-2021) - Damir Canadi (2021) - Ludovic Magnin (2022– Act.) |

## Palmarés
- Primera Liga de Austria: 1

2013/14

## Participación en competiciones de la UEFA
| Temporada | Torneo             | Ronda              | Club               | Casa | Visita | Global |
| --------- | ------------------ | ------------------ | ------------------ | ---- | ------ | ------ |
| 2015–16   | UEFA Europa League | 3.ª Clasificatoria | Vitória S.C.       | 2–1  | 4–1    | 6–2    |
| 2015–16   | UEFA Europa League | Playoff            | Belenenses         | 0–1  | 0–0    | 0–1    |
| 2017–18   | UEFA Europa League | 1.ª Clasificatoria | Chikhura Sachkhere | 1–1  | 1–0    | 2–1    |
| 2017–18   | UEFA Europa League | 2.ª Clasificatoria | Dinamo Brest       | 1–1  | 3–0    | 4–1    |
| 2017–18   | UEFA Europa League | 3.ª Clasificatoria | Gent               | 3–1  | 1–1    | 4–2    |
| 2017–18   | UEFA Europa League | Playoff            | Maccabi Tel Aviv   | 0–1  | 2–2    | 2–3    |